# Teknisk term
Tekniske termer er ord, der er vigtige og/eller har en speciel betydning, inden for et bestemt felt. 
Et andet ord for tekniske termer er fagudtryk.
|  | Dublet Denne artikel handler om det samme som fagudtryk. (Diskutér artiklen) |